# Joey Logano
Joseph Thomas Logano (sinh ngày 24 tháng 5 năm 1990), có biệt danh là "Bánh mì cắt lát" (Sliced bread), là một người lái xe đua xe chuyên nghiệp của Mỹ. Anh hiện đang thi đấu toàn thời gian trong Monster Energy NASCAR Cup Series, lái xe số 22 Ford Fusion cho Team Penske, và bán thời gian trong NASCAR Xfinity Series, lái xe Ford Mustang số 22 cho Team Penske. Hợp đồng Penske của anh kéo dài suốt mùa giải 2022. Trước đó, anh đã lái chiếc Toyota Camry số 20 cho Joe Gibbs Racing từ năm 2008 đến năm 2012, giành hai chiến thắng và 41 kết thúc Top 10.
Chiến thắng NASCAR lớn đầu tiên của Logano đã diễn ra trong Meijer 300 tại 18 năm, 21 ngày tuổi. Người trẻ nhất trước đó là Casey Atwood năm 1999  tại độ tuổi 18 năm, 313 ngày. Logano trở thành tài xế trẻ nhất giành chiến thắng trong cuộc đua toàn quốc Series 18 tuổi, 21 ngày tuổi. 18 năm, 21 ngày tuổi. Người trẻ nhất trước đó là Casey Atwood năm 1999 tại độ tuổi 18 năm, 313 ngày. Logano trở thành người chiến thắng trẻ nhất trong lịch sử Cup Series khi ông giành được 2009 Lenox công cụ công nghiệp 301 tại New Hampshire Motor Speedway 19 năm, 35 ngày. Người trẻ nhất là Kyle Busch vào năm Kyle Busch năm 2005 tại 20 năm, 125 ngày. Logano hiện là người chiến thắng trẻ nhất trong hai bộ phận hàng đầu của NASCAR. Logano cũng là người lái NASCAR đầu tiên được sinh ra vào những năm 1990 đã tham gia vào ba bộ phận chính của NASCAR. Năm 2015, anh trở thành người chiến thắng Daytona 500 trẻ tuổi thứ hai sau Trevor Bayne.
Vào năm 2018, Logano đã giành được giải vô địch Monster Energy NASCAR Cup Series đầu tiên của mình.

## Tiểu sử
Logano sinh ra ở Middletown, Connecticut, là con của Deborah (Bidduk) và Thomas J. Logano. Cha của anh là người gốc Ý. Anh bắt đầu sự nghiệp đua xe năm 1996 là một tay đua quarter midget 6 tuổi sinh sống ở Connecticut. Năm 1997 Logano giành chiến thắng Eastern Grand National Championship đầu tiên ở Jr. Stock Car Division. Sau đó anh giành chiến thắng tiếp theo với một Jr. Honda Division Championship năm 1998 và đầu ănm 1999 một Lt. Mod. Division Championship. Cuối năm 1999 Logano đã chiến thắng 3 New England Regional Championships ở các bảng Sr. Stock, Lt. Mod., Lt. B..
Gia đình Logano đã chuyển đến Georgia.